# Лепељски рејон
Докшички рејон (блр. Лепельскі раён; рус. Лепельский район) административна је јединица другог нивоа у јужном делу Витепске области на северу Републике Белорусије.
Административни центар рејона је град Лепељ.

## Географија
Лепељски рејон обухвата територију површине 1.822,22 км² и на 10. месту је по површини међу рејонима Витепске области. Граничи се са Ушачким рејоном на северу, бешанковичким и Чашничким рејоном на истоку, те Докшичким рејоном на западу. На југу су Лагојски и Барисавски рејон Минске области.
Југозападни делови рејона налазе се у зони Горњоберезинске равнице. Максимална надморска висина је 279 метара, док је најнижа тачка на 136 метара. Територија рејона представља хидрографско развође између Балтичког и Црноморског слива, а најважније реке су Еса и Ула, док уз границу са Докшичким рејоном тече река Березина (притока Њемена). Од око 140 језера колико се налази у овом рејону највеће је Лепељско на којем је изграђена хидроелектрана.
Под шумама је око 43% површине рејона. На југозападу рејона налази се Березински резерват биосфере.

## Историја
Лепељски рејон успостављен је 17. јула 1924. године као део тадашњег Барисавског округа. Потом је био део Полацког округа од јуна 1927. до јула 1930. године. У границама Витепске области је од 15. јануара 1938. године.

## Демографија
Према резултатима пописа из 2009. на том подручју стално је било насељено 35.367 становника или у просеку 19 ст/км².
| 1959.  | 1970.  | 1979.  | 1989.  | 1999.  | 2009.  | 2014.   |
| ------ | ------ | ------ | ------ | ------ | ------ | ------- |
| 46.766 | 45.339 | 40.758 | 43.308 | 42.699 | 35.367 | 33.625* |

Напомена: Процена према подацима националног статистичког завода.
Основу популације чине Белоруси са 89,55%, Руси са 7,79% и Украјинци са 1,64%, док остали чине 1,02% популације.
Административно, рејон је подељен на подручје града Лепеља који је уједно административни центар рејона и на 10 сеоских општина.

## Саобраћај
Преко територије рејона пролазе важни друмски правци међународног карактера на релацијама Минск—Витепск, Минск—Полацк—Санкт Петербург. Град Лепељ је железницом повезан са Оршом.